# Орфей в аду
«Орфе́й в аду́» (фр. Orphée aux Enfers) — оперетта в двух актах французского композитора Жака Оффенбаха на оригинальное либретто Эктора Кремьё и Людовика Галеви́, пародирующее античный миф, оперу традиционного типа и одновременно буржуазные традиции общества Второй империи.
Оперетта впервые исполнена 21 октября 1858 года в парижском театре Буфф-Паризьен. Художником, оформившим театральный спектакль, был Гюстав Доре, впоследствии известный иллюстратор Библии.
7 февраля 1874 года в парижском театре Гёте состоялась премьера второй редакции в четырёх актах.
В основу сюжета положен древнегреческий миф об Орфее и Эвридике, согласно которому Орфей должен спуститься в подземный мир, чтобы вернуть свою возлюбленную Эвридику. Но античность либреттистами была доведена до обыденного и сочеталась со злым гротеском. Это был выпад против лицемерия и застоявшихся, косных представлений: авторитетов не существовало, и то, что казалось неоспоримым и вечным, представало мелким, земным и слабым, над чем можно было уничтожающе смеяться, кружась в канкане наравне с богами.
Оперетта содержит известную сцену с канканом («инфернальный галоп»). Эта музыка чаще всего ассоциируется с танцем канкан.

## Действующие лица
- Общественное мнение
- Орфей — греческий музыкант (тенор)
- Эвридика — жена его (сопрано)
- Юпитер — главный бог (баритон)
- Юнона — жена его (меццо-сопрано)
- Плутон — бог ада (бас)
- Меркурий — бог торговли и воровства (тенор)
- Марс — бог войны (баритон)
- Вакх — бог пьянства (бас)
- Диана — богиня охоты (сопрано)
- Стикс — лакей Плутона (бас)

А также:
- Аполлон — бог поэзии
- Эскулап — домашний врач на Олимпе
- Геркулес — герой, не в пример другим произведённый в боги
- Минерва, богиня мудрости
- Венера, богиня любви
- Купидон, её сын
- Фортуна, богиня счастья
- Геба, кухарка на Олимпе
- Греческие богини и боги, музы, вакханки, фавны и пр.

Действие происходит в классической Греции, на Олимпе и в аду.

## Сюжет

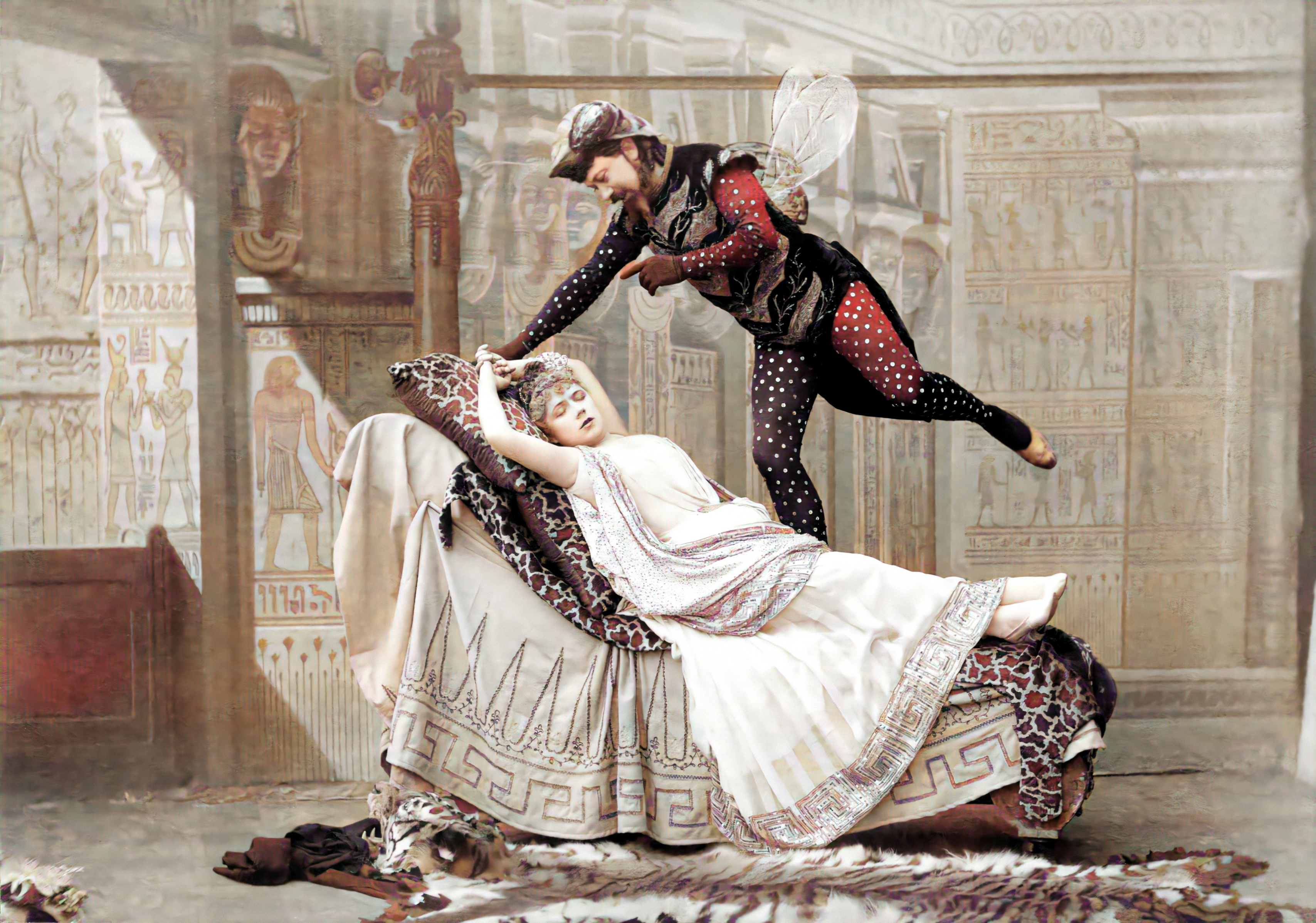
Жанна Гранье в роли Эвридики и Эжен Вотье в роли Юпитера в театральной постановке оперетты

### Действие первое
Зрители узнают, что Эвридика ненавидит божественную музыку Орфея, и между супругами уже давно регулярно происходят ссоры. После очередной семейной сцены Эвридика отправляется в поле на свидание с пастушком, под личиной которого скрывается подземный бог Плутон. Желая заполучить Эвридику в своё царство, Плутон сообщает Орфею, что жена ему изменяет, и разгневанный Орфей готовит Эвридике смертельную ловушку, в которую та попадает и переносится в царство мёртвых.
Внезапно перед Орфеем возникает фигура Общественного Мнения, которое требует немедленно заняться спасением жены. Орфей подчиняется Общественному Мнению и поднимается на Олимп, где уже давно идёт семейная война между Юноной и неверным Юпитером. Юпитер давно обратил внимание на Эвридику и хотел бы встретиться с ней втайне от жены, но Юнона, узнав, что Юпитер отправится в царство мёртвых вместе с Орфеем, тут же присоединяется к мужу, а за ними в ад спускаются и младшие античные боги (Купидон, Венера, Марс и др.).

### Действие второе
В аду Юпитер, превратившись в муху, заинтересовал Эвридику, но чтобы уединиться с нею втайне от всех, ему нужно сбежать с нею после менуэта во время канкана. К неудовольствию Юпитера Орфей узнаёт свою супругу в облачении вакханки и требует отпустить её назад на землю. Юпитер соглашается отпустить женщину в мир живых, но ставит обязательное условие: Орфей должен вывести её и ни разу не обернуться. Когда Орфей уже близок к выходу из царства Плутона, Юпитер в отчаянии бьёт молнией над головой Орфея, и тот в испуге оборачивается. Формально условие Юпитера нарушено, Эвридика уже не может вернуться к живым. Но и Юпитеру она не достанется. Плутон напоминает Юпитеру, что она стала вакханкой, а жрица любого бога неприкосновенна даже для верховного божества.